# Монтекасиано
Монтекасиа̀но (на италиански: Montecassiano) е градче и община в Централна Италия, провинция Мачерата, регион Марке. Разположено е на 215 m надморска височина. Населението на общината е 7195 души (към 2010 г.).